# بارا بریت
بارا بریت (انگلیسی: Bara brith) یک نان چای سنتی ولزی است که با چای، میوه‌های خشک و ادویه‌ها طعم‌دار شده‌است.
کاهش محبوبیت آن باعث شد که سوپرمارکت موریسونس آن را از قفسه‌های خود در سال ۲۰۰۶ حذف کند و یک سال بعد یک نظرسنجی نشان داد که ۳۶٪ از نوجوانان در ولز هرگز آن را امتحان نکرده بودند. متعاقباً توسط سرآشپزهای مشهوری مانند برین ویلیامز حمایت شد. چندین تغییر روی بریت بارا ساخته شده‌است، از جمله تبدیل آن به شکلات و بستنی.